# Pachycheles riisei
Pachycheles riisei är en kräftdjursart som först beskrevs av William Stimpson 1858.  Pachycheles riisei ingår i släktet Pachycheles och familjen porslinskrabbor. Inga underarter finns listade i Catalogue of Life.